# Karl Ludwig von Woltmann
Karl Ludwig von Woltmann, född 9 februari 1770 i Oldenburg, död 19 juni 1817 i Prag, var en tysk historiker. Han var gift med Karoline von Woltmann och farfar till Alfred Woltmann.
Woltmann var 1795–97 extra ordinarie professor i filosofi i Jena, utgav 1800–05 i Berlin tidskriften Geschichte und Politik samt var 1805–06 diplomatiskt ombud i Berlin för kurärkekanslern samt städerna Bremen, Hamburg och Nürnberg. År 1805 upphöjdes han i adligt stånd. Undan Napoleon I flydde han först till Breslau och därpå, sommaren 1813, till Prag, där han tillbringade sina sista år. 
Av Woltmanns många historiska arbeten kan nämnas Geschichte des Westfälischen Friedens (två band, 1808–09). Anonymt utgav han den romantiserade samtidsskildringen Die Memoiren des Freiherrn von S-a (tre band, 1815–16). Hans Sämmtliche Werke utgavs av hustrun (14 band, 1818–27).